# Scorpaenodes insularis
Scorpaenodes insularis és una espècie de peix pertanyent a la família dels escorpènids.

## Descripció
- Fa 10 cm de llargària màxima.[5][6]

## Hàbitat
És un peix marí, demersal i de clima tropical que viu entre 3-35 m de fondària.

## Distribució geogràfica
Es troba a l'Atlàntic oriental: Santa Helena i l'illa de l'Ascensió.

## Observacions
És inofensiu per als humans.